# Baise (paard)
De baise (ook wel bekend als de guangxi) is een pony uit de zelfstandige regio Guangxi, dat gelegen is in het zuidoosten van China.
Net als andere Aziatische rassen, zoals het Mongoolse paard, gedijt hij goed op grote hoogten en zwerft hij rustig rond als het niet aan het werk is. Het milde klimaat van Guangxi is een prettig klimaat om met paarden te fokken. Bronzen beelden van drie eeuwen voor Christus tonen aan dat de baisepaarden van nu erg op die van toen lijken.

## Kenmerken
De baise is klein, met een gemiddelde hoogte van 112 tot 117 cm. Hiermee is hij kleiner dan de andere rassen in het noorden en westen van China. Hij heeft een zwaar hoofd, met een recht profiel en wijde kaken. Zijn nek is niet heel lang en hij heeft rechte schouders. De benen zijn sterk en goed ontwikkeld, met sterke hoeven. De meest voorkomende vachtkleuren zijn zwart, vos, bruin en schimmel. De baise is sterk en snel met een gewillig en gedreven temperament. Hij wordt gebruikt als toeristisch rijdier en pakpaard, op de boerderij en in het tuig. Zijn vlees wordt ook gebruikt in de vleesindustrie.
De baise speelt in Guangxi een grote rol in het dagelijks leven. Ze worden ingezet bij traditionele huwelijksfeesten.